# Démographie du Turkménistan
Le World Factbook de la CIA estime qu'en 2015 la population du pays est de 5 231 422 habitants et qu'en 2003, elle est composée de 85 % de Turkmènes, 5 % d'Ouzbeks, 4 % de Russes et 6 % appartenant à d'autres ethnies. Selon les données annoncées par les autorités turkmènes en février 2001, la population est composée à 91 % de Turkmènes, 3 % d'Ukrainiens et 2 % de Russes. Entre 1989 et 2001, le nombre de Turkmènes dans le pays a doublé (de 2,5 millions à 4,9 millions), tandis que le nombre de Russes a diminué de deux tiers (de 334 000 à un peu plus de 100 000).
Les statistiques officielles turkmènes sont toutefois contestées : en 2021, un article du quotidien russe Nezavissimaïa Gazeta affirme que « la population, loin des 6,2 millions d’habitants officiels, avoisine les 2,7-2,8 millions d’habitants » au Turkménistan. À l'origine de cette contestation se trouve notamment la non-divulgation des chiffres du recensement national de 2012, laissant entendre que l'Etat turkmène pourrait dissimuler des statistiques décevantes allant à l'encontre de la propagande du pays.
La plupart des citoyens du Turkménistan sont des Turkmènes. Il existe toutefois d'importantes minorités d'Ouzbeks ou de Russes. Il y a également des minorités moins représentées (Kazakhs, Tatars, Ukrainiens, Arméniens, Azéris, Hazaras et Baloutches).

## Structure de la population
| Période   | Naissances annuelles | Décès annuels | Solde naturel annuel | Taux de natalité (‰) | Taux de mortalité (‰) | Solde naturel (‰) | Indice de fécondité | Taux de mortalité infantile |
| --------- | -------------------- | ------------- | -------------------- | -------------------- | --------------------- | ----------------- | ------------------- | --------------------------- |
| 1950-1955 | 55 000               | 21 000        | 35 000               | 43,2                 | 16,2                  | 27,0              | 6,00                | 150,0                       |
| 1955-1960 | 64 000               | 23 000        | 41 000               | 43,3                 | 15,5                  | 27,8              | 6,02                | 140,1                       |
| 1960-1965 | 78 000               | 24 000        | 53 000               | 44,6                 | 13,9                  | 30,7              | 6,75                | 130,3                       |
| 1965-1970 | 77 000               | 24 000        | 54 000               | 38,0                 | 11,7                  | 26,3              | 6,34                | 120,4                       |
| 1970-1975 | 87 000               | 24 000        | 63 000               | 37,1                 | 10,3                  | 26,8              | 6,19                | 110,6                       |
| 1975-1980 | 95 000               | 26 000        | 69 000               | 35,3                 | 9,6                   | 25,8              | 5,32                | 100,7                       |
| 1980-1985 | 107 000              | 27 000        | 81 000               | 35,2                 | 8,7                   | 26,5              | 4,79                | 90,9                        |
| 1985-1990 | 123 000              | 28 000        | 95 000               | 35,7                 | 8,2                   | 27,4              | 4,55                | 81,0                        |
| 1990-1995 | 128 000              | 34 000        | 94 000               | 32,5                 | 8,6                   | 23,9              | 4,03                | 75,5                        |
| 1995-2000 | 106 000              | 34 000        | 73 000               | 24,5                 | 7,8                   | 16,7              | 3,03                | 61,3                        |
| 2000-2005 | 108 000              | 36 000        | 72 000               | 23,3                 | 7,7                   | 15,6              | 2,76                | 51,7                        |
| 2005-2010 | 108 000              | 38 000        | 70 000               | 22,0                 | 7,7                   | 14,2              | 2,50                | 50,5                        |

## Groupe ethnique
| Groupe ethnique                                                         | Recens. de 19261 | Recens. de 19261 | Recens. de 19392 | Recens. de 19392 | Recens. de 19593 | Recens. de 19593 | Recens. de 19704 | Recens. de 19704 | Recens. de 19795 | Recens. de 19795 | Recens. de 19896 | Recens. de 19896 | Recens. de 1995 | Recens. de 1995 |
| Groupe ethnique                                                         | Nombre           | %                | Nombre           | %                | Nombre           | %                | Nombre           | %                | Nombre           | %                | Nombre           | %                | Nombre          | %               |
| ----------------------------------------------------------------------- | ---------------- | ---------------- | ---------------- | ---------------- | ---------------- | ---------------- | ---------------- | ---------------- | ---------------- | ---------------- | ---------------- | ---------------- | --------------- | --------------- |
| Turkmènes                                                               | 719 792          | 71,9             | 741 488          | 59,2             | 923 724          | 60,9             | 1 416 700        | 65,6             | 1 891 695        | 68,4             | 2 536 606        | 72,0             | 3 403 639       | 76,7            |
| Ouzbeks                                                                 | 104 971          | 10,5             | 107 451          | 8,6              | 125 231          | 8,3              | 179 498          | 8,3              | 233 730          | 8,5              | 317 333          | 9,0              | 408 259         | 9,2             |
| Russes                                                                  | 75 357           | 7,5              | 232 924          | 18,6             | 262 701          | 17,3             | 313 079          | 14,5             | 349 170          | 12,6             | 333 892          | 9,5              | 297 319         | 6,7             |
| Kazakhs                                                                 | 9 471            | 0,9              | 61 397           | 4,9              | 69 522           | 4,6              | 68 519           | 3,2              | 79 539           | 2,9              | 87 802           | 2,5              | 88 752          | 2,0             |
| Tatars                                                                  | 4 769            | 0,5              | 19 517           | 1,6              | 29 946           | 2,0              | 36 457           | 1,7              | 40 432           | 1,5              | 39 277           | 1,1              | 35 501          | 0,8             |
| Azéris                                                                  | 4 229            | 0,4              | 7 442            | 0,6              | 12 868           | 0,8              | 16 775           | 0,8              | 23 548           | 0,9              | 33 365           | 0,9              |                 | 0,8             |
| Arméniens                                                               | 13 859           | 1,4              | 15 996           | 1,3              | 19 696           | 1,3              | 23 054           | 1,1              | 26 605           | 1,0              | 31 829           | 0,9              |                 | 0,8             |
| Baloutches                                                              | 9 974            | 1,0              | 5 396            | 0,4              | 7 626            | 0,5              | 12 374           | 0,6              | 18 584           | 0,7              | 28 280           | 0,8              |                 | 0,8             |
| Ukrainiens                                                              | 6 877            | 0,7              | 21 778           | 1,7              | 20 955           | 1,4              | 35 398           | 1,6              | 37 118           | 1,3              | 35 578           | 1,0              |                 | 0,5             |
| Autres                                                                  | 51 615           | 5,2              | 38 494           | 3,1              | 44 106           | 2,9              | 57 026           | 2,6              | 64 327           | 2,3              | 78 755           | 2,2              |                 | 1,7             |
| Total                                                                   | 1 000 914        | 1 000 914        | 1 251 883        | 1 251 883        | 1 516 375        | 1 516 375        | 2 158 880        | 2 158 880        | 2 764 848        | 2 764 848        | 3 522 717        | 3 522 717        | 4 437 600       | 4 437 600       |
| 1 Source: . 2 Source: . 3 Source: . 4 Source: . 5 Source: . 6 Source: . |                  |                  |                  |                  |                  |                  |                  |                  |                  |                  |                  |                  |                 |                 |

## Langages
Le Turkmène est la langue officielle du pays, depuis la mise en place de la constitution en 1992. Les principales langues parlées sont le Turkmène avec 72 % de locuteurs, le Russe avec 12 % de locuteurs, l'Ouzbek avec 9 % de locuteurs, le reste des locuteurs représentent 7 % de la population.

## Religion
D'après le World Factbook de la CIA, la population comprend 89 % de musulmans, 9 % de chrétiens orthodoxes et 2 % de non-croyants.
Pourtant, selon un rapport de 2009 du Pew Research Center, 93,1 % de la population du Turkménistan est musulmane. Durant la période soviétique, les religions ont été bannies, les mosquées fermées. L'ancien président Saparmyrat Nyýazow a remis l'enseignement religieux obligatoire dans l'éducation publique. Saparmyrat Nyýazow a également rédigé son propre livre religieux entre 2001 et 2004, appelé Ruhnama.

## Sources
1. ↑  Indicateurs du World-Factbook publié par la CIA.
2. ↑  Le taux de variation de la population 2018 correspond à la somme du solde naturel 2018 et du solde migratoire 2018 divisée par la population au 1er janvier 2018.
3. ↑  Indicateurs du World-Factbook publié par la CIA.
4. ↑  L'indicateur conjoncturel de fécondité (ICF) pour 2018 est la somme des taux de fécondité par âge observés en 2018. Cet indicateur peut être interprété comme le nombre moyen d'enfants qu'aurait une génération fictive de femmes qui connaîtrait, tout au long de leur vie féconde, les taux de fécondité par âge observés en 2018. Il est exprimé en nombre d’enfants par femme. C’est un indicateur synthétique des taux de fécondité par âge de 2018.
5. ↑  Indicateurs du World-Factbook publié par la CIA.
6. ↑   Le taux de natalité 2018 est le rapport du nombre de naissances vivantes en 2018 à la population totale moyenne de 2018.
7. ↑  Indicateurs du World-Factbook publié par la CIA.
8. ↑   Le taux de mortalité 2018 est le rapport du nombre de décès, au cours de 2018, à la population moyenne de 2018.
9. ↑  Indicateurs du World-Factbook publié par la CIA.
10. ↑  Le taux de mortalité infantile est le rapport entre le nombre d'enfants décédés à moins d'un an et l'ensemble des enfants nés vivants.
11. ↑  L'espérance de vie à la naissance en 2018 est égale à la durée de vie moyenne d'une génération fictive qui connaîtrait tout au long de son existence les conditions de mortalité par âge de 2018. C'est un indicateur synthétique des taux de mortalité par âge de 2018.
12. ↑  L'âge médian est l'âge qui divise la population en deux groupes numériquement égaux, la moitié est plus jeune et l'autre moitié est plus âgée.
13. 1 2 3  (en) « Turkmenistan », World Factbook de la CIA (consulté le 17 mai 2009)
14. ↑  (ru) « Ethnic composition of Turkmenistan in 2001 », Demoscope Weekly p 36-37, 8-21 octobre 2001 (consulté le 17 mai 2009)
15. 1 2  « Le Turkménistan compte-t-il 6 millions d’habitants ou moins de 3 millions ? », sur Courrier International, 7 juillet 2021
16. ↑  World Population Prospects: The 2010 Revision
17. ↑  http://pewforum.org/uploadedfiles/Topics/Demographics/Muslimpopulation.pdf